# Фредеріку Роза
Фредеріку Роза (порт. Frederico Rosa, 6 квітня 1957, Каштру-Верде — 17 лютого 2019) — португальський футболіст, що грав на позиції центрального захисника, зокрема за «Бенфіку» та «Боавішту», а також за національну збірну Португалії.
Дворазовий чемпіон Португалії. Триразовий володар Кубка Португалії. Володар Суперкубка Португалії. 

## Клубна кар'єра
У дорослому футболі дебютував 1975 року виступами за команду КУФ (Баррейру), в якій провів три сезони, згодом протягом 1978—1979 років захищав кольори «Баррейренсі».
Своєю грою за останню команду привернув увагу представників тренерського штабу клубу «Бенфіка», до складу якого приєднався 1979 року. За наступні чотири сезону так й не став гравцем основного складу команди, яка за цей період двічі вигравала чемпіонат Португалії та тричі ставала володарем кубка країни.
1983 року уклав контракт з «Боавіштою», в якій на наступні вісім сезонів став одним з основних центральних захисників.
Згодом з 1991 по 1994 рік грав за «Віторію» (Гімарайнш) та «Ештрелу» (Амадора), а завершував ігрову кар'єру у третьоліговій команді «Лейшойнш», за яку виступав протягом 1994—1995 років.

## Виступи за збірну
1985 року дебютував в офіційних матчах у складі національної збірної Португалії. Протягом кар'єри у національній команді, яка тривала 5 років, провів у її формі 18 матчів, забивши 5 голів.
У складі збірної брав участь у чемпіонаті світу 1986 року у Мексиці, де був гравцем основного складу і виходив на поле в усіх іграх групового етапу, який португальцям подолати не вдалося.
Помер 17 лютого 2019 року на 62-му році життя від бічного аміотрофічного склерозу.

## Титули і досягнення
- Чемпіон Португалії (2):

«Бенфіка»: 1980-1981, 1982-1983
- Володар Кубка Португалії (3):

«Бенфіка»: 1979-1980, 1980-1981, 1982-1983
- Володар Суперкубка Португалії (1):

«Бенфіка»: 1980